# 阿富汗国歌
阿富汗在其历史上曾有很多不同版本国歌。

## 历史

### 王室歌 (1926–1943)
阿富汗第一首国歌是在阿富汗王国时期采纳的。它只由乐器演奏，没有歌词。 

### 我们勇敢而尊贵的国王（1943-1973）
阿富汗王国时期的第二首国歌。 

### 你，神圣的太阳（1978-1991）
1978年阿富汗民主共和国成立后采用此国歌。歌词由苏莱曼·拉耶克(Sulaiman Layeq) 代表阿富汗人民民主党政府创作，1978 年马克思主义政变后决定其为国歌，音乐由 Jalīl Ghahlānd 作曲，Ustad Salim Sarmad 编曲。与许多国歌一样，有时会只会演唱副歌部分和第一节。1986年，阿富汗正式放弃共产主义，但这首歌一直保留到1991年才停止使用。

### 伊斯兰的堡垒，亚洲的心脏（1991–1996，2001–2006）
1991年至2006年，阿富汗伊斯兰国使用乌斯塔德·卡西姆于1919年创作的圣战战歌作为国歌。
2002年，阿富汗新过渡政府重新使用这首歌，2004年阿富汗伊斯兰共和国成立时也未做改变，并被沿用至2006年

### 这里是勇士的家园（1996-2001、2021-）
20世纪90年代末，塔利班领导下的阿富汗伊斯兰酋长国从阿富汗伊斯兰共和国手中夺取阿富汗大部分地区。被击退后，又在2021年再次控制阿富汗。
塔利班没有法律规定其国徽，国旗和国歌。但是这里是勇士的家园（普什圖語：‎，羅馬化：Dā də bātorāno kor ）在其媒体和官方仪式中使用，作为事实上的国歌。

### 阿富汗伊斯兰共和国国歌（2006-2021）
阿富汗伊斯兰共和国国歌（達利語：‎，羅馬化：Surūd-e Millī  เกเก่ก่กก่ก่  ,普什圖語：‎，羅馬化：Millī Surūd ，直译：「国歌」）2006 年 5 月，支尔格大会通过了此歌曲作为国歌 。根据阿富汗宪法第20条规定，国歌应为普什图语，并且歌词要包含“真主至大”以及阿富汗各民族的名称。 歌词由阿卜杜勒·巴里·贾哈尼 (Abdul Bari Jahani)作，歌曲由德裔阿富汗作曲家Babrak Wassa作 。 